# Йоганн Екк
Йоганн Маєр фон Ек (нім. Johann Maier von Eck, 13 листопада 1486, Егг-ан-дер-Гюнц — 13 лютого 1543, Інгольштадт) — богослов, захисник традиційного католицизму в період Реформації, противник Мартіна Лютера.
Освітою Йоганна опікувався його дядько, Мартін Маєр, священнослужитель парафії Роттенбурга. У 12-річному віці був відправлений до Гейдельберзького, а потім Тюбінгенського університетів. Там Йоганн вивчав богословські та економічні науки, але в 1501 році через чуму покинув навчання й оселився у Фрайбурзі-ім-Брайсгау, спочатку як студент богослов'я і права, а потім як викладач. У 1508 році вступив до духовного стану в Страсбурзі й через два роки здобув ступінь доктора богослов'я.
У 1506 році Екк опублікував свій перший твір, а також став відомим як оратор і промовець. У наступні роки було опублікувано численні праці (зокрема, захищаючи традиційне католицьке бачення щодо напередвизначення), а також коментарі до Біблії.

## Засудження Лютера та його послідовників
У Римі, на відміну від Німеччини, Екк був у великій пошані як «невтомний мечник істинної віри». У січні 1520 року Лев X запросив його до Риму, де Екк представив папі свою останню працю на захист папської влади від претензій Лютера «De primate Petri adversus Ludderum» (Інгольштадт, 1520). У нагороду за цю роботу він отримав посаду папського протонотарія.
Водночас Екк деякий час безрезультатно намагався домогтися засудження Лютера та його послідовників. Результатом його енергійних зусиль, до яких долучилися магістр Священного палацу Сільвестро Маццоліні да Прієріо, префект Ватиканської бібліотеки Джироламо Алеандро та кардинали де Віо і Лоренцо Кампеджіо, стали чотири засідання консисторії, на яких було підготовлено проєкт булли Exsurge Domine. Екк отримав сан папського нунція і був одним з трьох осіб, яким було доручено оприлюднення і виконання цієї булли.
Оприлюднення і виконання Exsurge Domine пройшло безперешкодно в Західній Європі, але у Відні і на півночі Німеччини Ек зіткнувся з сильним опором — в тому числі з боку університетів Лейпцига, Ерфурта і Віттенберга. У Саксонії він мав підстави побоюватися за своє життя і переховувався в монастирях.
18 лютого 1521 року він написав листа до Карла V «Epistola ad Carolum V», в якому закликав імператора вжити заходів проти Лютера.
На той час Ек вже був дуже непопулярною особою в Німеччині і католицькі історики сходяться на думці, що обрання його на цю роль суттєво сприяло розвитку Реформації.

## Антисемітизм Екка
У 1541 році Ек опублікував полеміку проти рекомендацій нюрнберзького реформатора Андреаса Осіандера, який боровся з середньовічними упередженнями проти євреїв і звинувачував їх у вбивстві християнських дітей, оскверненні господаря й отруєнні колодязів. У своїй полеміці під назвою «Ains Juden-büechlins Verlegung» Екк звинувачував Осіандра у захисті євреїв, прозвавши його «єврейським батьком» і не менше 19 разів висміював євреїв, називаючи їх «богохульною расою».
Ставлення Екка до євреїв не відрізнялося від ставлення його сучасників. Твори з антиєврейським підтекстом писав, зокрема, і опонент Йоганна Екка Мартін Лютер.

## Погляди Екка
У своїх виступах Ек іноді висував тези, несумісні з вченням римської церкви — особливо в питаннях свободи волі й виправдання, де він відстоював напівпелагіанство (це добре видно в його творі «Хризопас» 1514 року).
Екк — всупереч опозиції єпископа Ейхштадтського — відстоював позичання грошей під відсотки.
Деякі з його поглядів були засуджені на Тридентському соборі (Декрет про виправдання), не називаючи його як їх автора.

## Біблія Екка
Екк переклав Біблію німецькою мовою (швабський діалект), яка вперше була видана у 1537 році Олександром Вайсенгорном в Аугсбурзі. Це був третій католицький переклад німецькою мовою після видання Лютера. Католицькі видання мали на меті витіснити Біблію Лютера. У своєму виданні Екк наслідував переклад Лютера настільки, наскільки це дозволяв першоджерело (латинська Вульгата). Переклад зокрема містить коментарі (у додатку): Молитва Манасії, 3-я книга Маккавеїв та Послання апостола Павла до лаодикійців.

### Німецькою
- Marco Benini: Die Feier des Osterfestkreises im Pfarrbuch des Johannes Eck (Liturgiewissenschaftliche Quellen und Forschungen 105). Aschendorff-Verlag, Münster 2016, ISBN 978-3-402-11270-0.
- Marco Benini: Johannes Eck — Kontroverstheologe und Pfarrer. Sein Pfarrbuch als Quelle für Liturgie und Frömmigkeit in der Reformationszeit. Eos-Verlag, St. Ottilien 2017, ISBN 978-3-8306-7825-0.
- Winfried Frey: Ritualmordlüge und Judenhaß in der Volkskultur des Spätmittelalters. Die Schriften Andreas Osianders und Johannes Ecks. In: Peter Dinzelbacher (Hrsg.): Volkskultur des europäischen Spätmittelalters, 1987; 177—197.
- Brigitte Hägler: Die Christen und die «Judenfrage». Palm und Enke, Erlangen 1992.
- Erwin Iserloh: Johannes Eck (1486—1543): Scholastiker, Humanist, Kontroverstheologe (Katholisches Leben und Kirchenreform im Zeitalter der Glaubensspaltung; 41). Verlag Aschendorff, Münster, 1981, ISBN 3-402-03340-2
- Anja Lobenstein-Reichmann: Sprachliche Ausgrenzung im späten Mittelalter und in der Frühen Neuzeit. De Gruyter, Berlin 2013, ISBN 9783110331011.
- Johannes Metzler: Tres orationes funebres in exequiiis Ioannis Eckii habitae … (1543) (Corpus Catholicorum 16), Verlag Aschendorff, Münster 1930, S. LXXII–CXXXII.
- Benedikt Peter: Der Streit um das kirchliche Amt. Die theologischen Positionen der Gegner Martin Luthers. Verlag von Zabern, Mainz 1997, ISBN 3-8053-1977-0.
- Alfred Raddatz: Johann Ecks Widerlegung der Schrift Osianders gegen die Blutbeschuldigung der Juden. In: Siegfried Kreuzer und Kurt Lüthi (Hrsg.): Zur Aktualität des Alten Testaments, Festschrift für Georg Sauer; Peter Lang Verlag, Frankfurt am Main 1992, ISBN 3-631-44045-6, S. 177—186.
- Johann Peter Wurm: Johannes Eck und der oberdeutsche Zinsstreit 1513—1515. Verlag Aschendorff, Münster, 1997, ISBN 3-402-03799-8.
- Max Ziegelbauer: Johannes Eck, Mann der Kirche im Zeitalter der Glaubensspaltung. EOS-Verlag, St. Ottilien 1987, ISBN 3-88096-054-2.